# Mesquita Baland
A Mesquita Baland é uma mesquita situada no centro histórico de Bucara, um sítio do Património Mundial da UNESCO no Usbequistão. O seu nome significa "mesquita alta" e deve-se ao facto de estar sobre uma plataforma de pedra elevada. Construída provavelmente no início do século XVI, durante o período xaibânida, é um bom exemplo da arquitetura desse período em que a cidade floresceu extraordinariamente. Situa-se num bairro residencial a sul da Madraça Kosh.
A mesquita tem um ivã em madeira em forma de L, usado como local de oração durante o verão, o qual foi reconstruído no século XIX. As colunas do ivã têm bases em mármore e capitéis esculpidos em forma de estalactite. O teto é decorado com motivos geométricos esculpidos. A sala de orações interior, usada no inverno, tem um mirabe ricamente  decorado e tem um mimbar em madeira. As paredes têm  painéis com mosaicos esculpidos kashin com tons de azul esverdeado e pintura multicolorida com abundantes dourados. A ornamentação vegetal e floral das pinturas dá às paredes uma aparência de tapetes. O teto, igualmente em madeira esculpida e com caixotões, é intrincadamente esculpido com motivos geométricos, formando uma estrela ao centro.